# Churchill (carro de combate)
El Tanque de Infantería Mk.IV o A22 Churchill fue un tanque pesado británico empleado en la Segunda Guerra Mundial, conocido por su grueso blindaje, gran chasis alargado con múltiples bogies rodeado por las orugas y su empleo como base para varios vehículos especializados. Esta serie de tanques fue bautizada en honor de Winston Churchill, que no solamente era el primer ministro del Reino Unido y ministro de Defensa de la época, sino que también estuvo involucrado en el desarrollo del tanque como arma durante la Primera Guerra Mundial.

## Historia

### A20
Inicialmente ordenado antes del inicio de la Segunda Guerra Mundial, el A20 iba a ser el reemplazo de los tanques Matilda II y Valentine. Según la estrategia tanquista británica y las necesidades una guerra de trincheras como la Primera Guerra Mundial, el tanque debía ser capaz de moverse sobre un terreno lleno de cráteres de obús, demoler obstáculos de infantería (como alambradas de púa) y atacar defensas estáticas enemigas; para estos propósitos, no eran necesarios una gran velocidad y armamento pesado.
La tarea de diseñar y construir el A20 le fue encomendada a la empresa Harland and Wolff, que construyó cuatro prototipos para junio de 1940. El vehículo iba armado con dos cañones QF de 6 libras, cada uno montado en una barbeta a cada lado de este e incluso se pensó en agregar un tercer cañón en una torreta central. Pero para aquel entonces, el concepto de la barbeta había caído en desuso a favor de los cañones montados en torreta y carrocería. Sin embargo, los diseños A20 tuvieron una corta vida debido a que casi al mismo tiempo tenía lugar la evacuación de las tropas británicas de Dunkerque.

### A22
Tras la derrota de Francia, el escenario de una guerra de trincheras en el norte de Europa ya no era viable y el diseño fue revisado por el doctor H.E. Merritt, Director de la sección de Diseño de Tanques del Arsenal Real de Woolwich, basándose en las batallas observadas durante las campañas de Polonia y Francia. Estas nuevas especificaciones, para el A22 o Tanque de Infantería Mark IV, fueron entregadas a la Vauxhall en junio de 1940.
Con una inminente invasión alemana y la pérdida de la mayor parte de los vehículos militares del Reino Unido en la evacuación de Francia, el War Office especificó que la producción del A22 debe iniciarse a lo sumo en un año. Para julio de 1940 el diseño estaba terminado y para diciembre del mismo año, los primeros prototipos estaban terminados; fue en junio de 1941, casi exactamente un año como estaba especificado, que los primeros tanques Churchill empezaron a salir de las líneas de producción.
El propio tanque era suministrado con un documento emitido por el fabricante, en el cual se afirmaba que: tenía una gran confianza en el diseño básico del tanque, pero que el modelo fue puesto en producción sin tiempo asignado para un adecuado ajuste y que se le harán mejoras con el paso del tiempo.

Sabemos que todos aquellos detalles que no son como deberían ser, serán corregidos....Se necesitan urgentemente vehículos de combate y se nos ha ordenado suministrar el vehículo tal como está, en lugar de pausar la producción.

Este apresurado desarrollo también tuvo su precio, ya que al no haberse efectuado pruebas el tanque estaba plagado de problemas mecánicos. El más notorio era el poco potente y nada fiable motor, situación empeorada por la falta de accesibilidad a este. Otra seria desventaja del tanque era su débil armamento, el cañón de 40 mm, que era remediada en parte por la adición de un obús de 3 pulgadas en el casco (los tanques Mk IICS tenían el obús montado en la torreta) para disparar un proyectil de alto poder explosivo aunque no con una trayectoria parabólica. Estos defectos contribuyeron al pobre desempeño del tanque en su primer combate, la desastrosa Batalla de Dieppe de agosto de 1942.
El pobre desempeño del Churchill casi produjo su cese de producción en favor del futuro tanque Cromwell. El Churchill fue salvado por la aparición del sumamente mejorado Mk III en marzo de 1942, que fue empleado por primera vez en la Segunda Batalla de El Alamein en octubre del mismo año. En esta "segunda oportunidad", un selecto grupo de cinco tanques Churchill Mk III conocidos como "King Force" entró en combate. Todos fueron severamente cañoneados por la artillería antitanque alemana, volviendo con ligeros daños a excepción de un Mk III. Se dijo que un tanque fue impactado 80 veces. En las siguientes campañas de Túnez e Italia, el Mk III y sus sucesores inmediatos continuaron demostrando su utilidad. Entre las numerosas modificaciones mecánicas, el Mk III se distinguía por haber quitado las anteriores armas del Churchill y el empleo del cañón QF de 6 libras (57 mm) en una torreta con nuevo diseño. En un combate, el Churchill actualizado incluso "eliminó" un tanque pesado Tiger I; la "baja" se debió a que el proyectil de 57 mm se encajó entre la torreta del Tiger y su anillo de fijación, bloqueándola. La tripulación abandonó el Tiger I y este fue capturado por los británicos. Este Tiger I está expuesto en el Museo de Tanques de Bovington, en el Reino Unido.
La segunda gran mejora del diseño del Churchill fue el Mk VII, empleado por primera vez durante la Operación Overlord de 1944. En el Mk VII se había aumentado el ya grueso blindaje del Churchill, su casco era más ancho e iba armado con el  cañón QF 75 mm que había sido introducido con el Mk VI y que también iba montado en el Cromwell. Fue principalmente esta variante, el A22F, que sirvió hasta el final de la guerra y fue redesignado como A42 en 1945.
Este tanque también fue bastante conocido por su versatilidad, siendo empleado en numerosos papeles especializados. Además, en pruebas llevadas a cabo en Madang por el ejército australiano a mediados de 1944 por petición del War Office británico, el Churchill fue probado contra el M4 Sherman y demostró ser un tanque superior para la guerra en junglas y selvas.
La Unión Soviética recibió un total de 301 tanques Churchill de los modelos Mk III y Mk IV como parte del programa Lend-Lease.
El tanque quedó en servicio del Ejército británico hasta 1952, con un tanque posapuentes sirviendo hasta bien entrada la década de 1970.

### En servicio del Ejército irlandés
El Ejército irlandés encargó cuatro tanques Churchill Mk VI en 1948. Estos fueron alquilados al War Office británico como vehículos de pruebas hasta 1954, cuando fueron comprados. Su adquisición se hizo a pesar del hecho que los talleres encargados de su mantenimiento reportaron que ya no habían repuestos disponibles. Se llevaron a cabo experimentos que implicaban el reemplazo del motor Bedford con un Rolls-Royce Merlin recuperado de un Seafire de la Fuerza Aérea irlandesa. El experimento no tuvo éxito, pero no se registraron los motivos. Hacia 1967 solamente quedaba un Churchill en estado funcional, siendo todos ellos retirados hacia 1969. Uno de estos quedó conservado en el cuartel de Curragh Camp. El Churchill fue una elección poco común para el Ejército irlandés, ya que en aquel entonces la mayor parte del país consistía en caminos estrechos y pequeñas parcelas de terreno con setos vivos y zanjas que restringían el movimiento de los vehículos blindados. Por lo general, el Ejército irlandés siempre se ha basado en vehículos blindados más ligeros y maniobrables, como el Panhard AML y el moderno FV101 Scorpion.

## Diseño
Su casco estaba hecha con planchas de acero inicialmente unidas mediante pernos, posteriormente unidas mediante soldadura. Este se dividía en 4 compartimientos: el puesto de los conductores al frente, seguido por el compartimiento de combate y la torreta, el compartimiento del motor y finalmente el compartimiento de la caja de cambios. La suspensión iba instalada bajo dos grandes "cestas" a ambos lados del casco - las orugas moviéndose por encima de estas. Tenía 11 bogies a cada lado, cada uno con dos ruedas con un diámetro de 10 pulgadas. Normalmente solo nueve bogies soportaban el peso del vehículo, el bogie delantero entraba en acción cuando el tanque entraba en una trinchera o debía superar algún obstáculo, mientras que el bogie trasero actuaba como un tensor de la oruga. Debido a su cantidad de ruedas de rodaje, el tanque podía perder varias de ellas sin afectar su capacidad todoterreno. Como las orugas se movían alrededor de las "cestas", se agregaron escotillas de escape a los flancos del tanque. Estas fueron conservadas en todos los modelos mejorados del Churchill, siendo sumamente útiles cuando el Churchill fue adoptado como AVRE.
Los dos motores estaban conectados a través de un cigüeñal común que movía una transmisión regenerativa, la cual viraba el tanque mediante una barra pausadora en lugar de palancas o un timón. El Churchill fue el primer tanque en emplear la caja de cambios Merritt-Brown, que permitía virar el tanque al cambiar la velocidad relativa de ambas orugas; este efecto era más notorio cuando se empleaban velocidades bajas, permitiendo al tanque girar sobre sí mismo estando en neutral.
Las primeras torretas estaban hechas mediante vaciado y eran redondeadas, siendo lo suficientemente amplias para el relativamente pequeño cañón de 40 mm. Para poder cumplir su papel de vehículo de apoyo a la infantería, los primeros modelos fueron equipados con un obús de 3 pulgadas en el casco, en un formato muy similar al del Char B1 francés. Esto le permitía al tanque disparar un proyectil de alto poder explosivo, al mismo tiempo que conservaba la capacidad antitanque del cañón de 40 mm. Sin embargo, al igual que otros tanques multi-cañón, estaba limitado a un pobre sector de fuego - todo el tanque debía virar para poder apuntar el cañón del casco. El Churchill Mk II reemplazó el obús por una ametralladora en la parte frontal de la carrocería, mientras que en el Churchill Mk III se reemplazó el cañón de 40 mm por uno de 57 mm y se incrementó su capacidad antitanque. Se le hicieron modificaciones de campo al Churchill en el norte de África, con varios tanques a los cuales se les instaló el cañón de 75 mm de los M4 Sherman destruidos. Estas variantes "NA75" fueron empleadas en Italia. El empleo de un cañón de 75 mm se estandarizó rápidamente en las versiones posteriores. Todas las torretas de los diversos tanques Churchill empleaban el periscopio Vickers Mk IV.
El blindaje del Churchill, frecuentemente considerado su característica más importante, fue originalmente especificado con un espesor mínimo de 16 mm y un máximo de 102 mm; este fue incrementado en el Mk VII a 25 mm y 152 mm. Aunque el blindaje era considerablemente más grueso que el de sus contrapartes (incluso el Tiger I, aunque no el Tiger II), no estaba inclinado y su efectividad se reducía. A los primeros modelos se les agregó blindaje extra simplemente soldando más planchas encima.
Debido a que los motores del Churchill nunca fueron actualizados, el tanque se hizo más lento al ser equipado con blindaje y armamento adicional que aumentaban su peso; mientras que el Mk I pesaba 39.118 kg y el Mk III pesaba 39.626 kg, el Mk VII pesaba 40.643 kg. Esto provocó una reducción de su velocidad original de 26 km/h a 20,5 km/h. Los motores también padecían de varios problemas mecánicos.
Otro problema era su torreta relativamente pequeña que impedía el empleo de armas más potentes, aunque el cañón de 75 mm tenía una potencia razonable. A pesar de que el grueso blindaje podía resistir varios disparos de cualquier cañón antitanque alemán, incluso algunos del famoso FlaK 18, los cañones del Churchill frecuentemente no tenían la suficiente potencia para responder efectivamente. Mientras que los primeros Churchill sobrepasaban con su cañón de 57 mm a varios tanques medios alemanes como el Panzer IV con cañón corto y el Panzer III, a finales de la guerra iba armado con un cañón de 75 mm mientras que los tanques alemanes empleaban cañones de alta velocidad de 75 mm como su armamento principal.
El Churchill tuvo muchas variantes, incluso algunas modificaciones especializadas. El cambio más importante fue la actualización de su cañón durante la guerra, del de 2 libras al de 6 libras y finalmente el de 75 mm. Hacia el final de la guerra, el último modelo Churchill Mk VII tenía un blindaje de gran espesor - considerablemente mayor al del Tiger I. Sin embargo, el problema de su poco poder de fuego no fue totalmente solucionado. La torreta del Mk VII diseñada para el cañón de 75 mm era de construcción mixta - flancos moldeados con el techo y el fondo soldados a estos.
Cabe notar que, a pesar de sus debilidades, el Churchill tenía una importante ventaja que fue notoria durante su carrera. Debido a su suspensión de bogies múltiples, podía superar obstáculos que la mayoría de tanques de la época no eran capaces. Esta característica fue de suma utilidad, especialmente durante los combates en Normandía y en especial durante la captura de la Colina 309 entre el 30 y 31 de julio de 1944 como parte de la Operación Bluecoat dirigida por el Octavo Ejército británico.

## Variantes

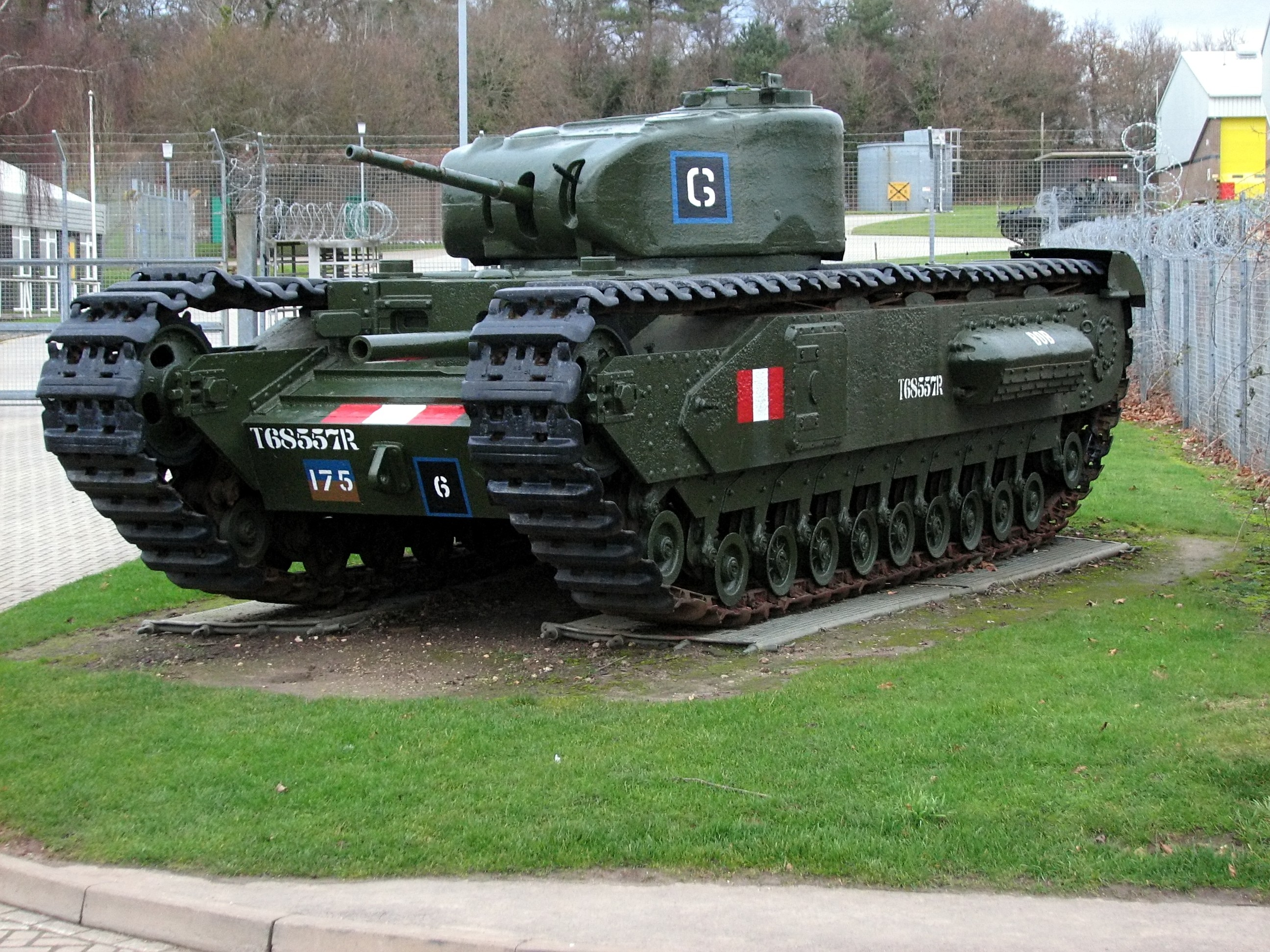
Churchill I (con obús de 3 pulgadas), "guardián de puerta" en el Museo de tanques de Bovington.

### Tanques
Churchill I (303)

Equipado con un cañón de 2 libras en la torreta (con 150 proyectiles) y una ametralladora coaxial Besa. Llevaba un obús de 3 pulgadas en el casco (con 58 proyectiles). Fue un tanque notorio por su pobre fiabilidad mecánica. Además, fue el principal tanque suministrado a las tropas canadienses que participaron en la Batalla de Dieppe.
Churchill Mk II (1,127)

Reemplazó el obús del casco por una ametralladora para reducir costos y facilitar su producción. A veces es mencionado como el Churchill Ia.
Churchill Mk IICS (Close Support)

Montaba el cañón en el casco y el obús en la torreta, estando disponible en cantidad muy limitada. Es llamado a veces Churchill II.
Churchill Mk III (675)

El modelo III tuvo la primera modificación importante del armamento de la serie, eliminando el obús del casco e instalando un cañón de 6 libras (con 84 proyectiles) en la torreta. Al contrario de las primeras versiones, su torreta estaba construida mediante soldadura.
Churchill Mk IV (1,622)

El modelo IV fue el más producido de todos los Churchill, siendo visualmente idéntico al III excepto por emplear una torreta moldeada menos costosa.
Churchill Mk V (241)

Un Churchill III/IV que iba armado con un obús de 95 mm (con 47 proyectiles) para apoyo cercano en lugar del cañón principal.
Churchill Mk VI (200)

Junto a varias mejoras mínimas, fue producido con el cañón Mk V de 75 mm como armamento estándar. Se construyeron muy pocos, debido a la inminente aparición del VII y el rearme del III/IV.

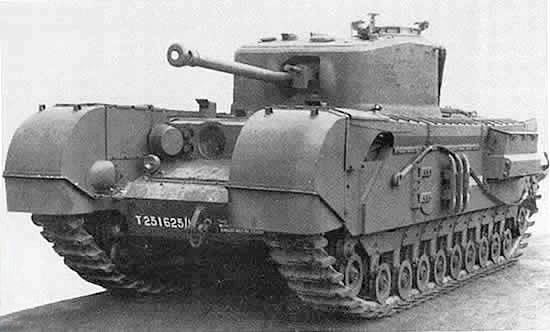
Un Churchill Mk VII (A22F).

Churchill Mk VII (A22F) (1,600 con VIII)

El segundo gran rediseño a partir de los modelos anteriores, el VII iba armado con un cañón de 75 mm, era más ancho y tenía un blindaje más grueso. A veces es llamado Churchill Pesado. Esta versión del Churchill fue empleada por primera vez en la Batalla de Normandía, siendo redenominado A42 en 1945.
Churchill Mk VIII

Un Churchill VII que iba armado con un obús de 95 mm (con 47 proyectiles) en la torreta.
Versiones previas reequipadas:
Churchill Mk IX

Un Churchill III/IV con la torreta del VII. Con blindaje extra y modificaciones a la caja de cambios y suspensión. Si todavía conservaba el viejo cañón de 6 libras (57 mm), llevaba la denominación adicional de LT ("Light Turret"; torreta ligera, en inglés).
Churchill Mk X

Las mismas mejoras del IX, aplicadas a un Mk VI.
Churchill Mk XI

Un Churchill V con blindaje extra y la torreta del Mk VIII.
MK XIII

Este fue el segundo rediseño importante a partir de los modelos anteriores, iba armado con un cañón de 75 mm, tenía orugas más anchas y un blindaje más grueso. También tenía una cúpula de comandante similar a la empleada en los tanques alemanes, que permitía observar desde la torreta sin asomarse por la escotilla. A veces es llamado Churchill Pesado y fue empleado por primera vez en la Batalla de Normandía, siendo redenominado A42 en 1945.

### Vehículos especializados
Churchill Oke (3)

Un Churchill II o III armado con un lanzallamas. El tanque lanzallamas Oke fue llamado así en honor a su diseñador, el Mayor J. M. Oke. El diseño era básicamente un tanque Churchill equipado con un lanzallamas Ronson. Un depósito con la mezcla incendiaria para el lanzallamas iba montado en la parte posterior, con un tubo que iba hasta el montaje de este en la parte delantera a la izquierda, dejando espacio de maniobra a la ametralladora de la carrocería. Tres de estos tanques ("Boar", "Beetle" y "Bull") participaron en Dieppe, donde fueron abandonados y perdidos rápidamente.
Churchill NA75 (120)

Un Churchill III/IV con armamento actualizado que empleaba la torreta y el mantelete de un Sherman destruido o desechado (conocido como NA 75, porque las conversiones se hicieron en el norte de África), o con el cañón cambiado por uno de 75 mm (III* / IV (75mm) ) (con 84 proyectiles). Se modificaron más tanques Churchill Mk IV que Mk III, ya que su desempeño era virtualmente idéntico al del Churchill Mk VI. Para montar el mantelete de la torreta del Sherman, era necesario cortar el frente de la torreta del Churchill antes de soldarlo en su lugar, después se debía cortar la abertura del mantelete para ofrecer una suficiente elevación. El cañón de 75 mm del Sherman había sido diseñado para un cargador situado a la izquierda y el Churchill, según la práctica británica, tenía el cargador situado a la derecha. Por lo cual, el cañón fue instalado de cabeza y se adaptaron los controles de disparo.

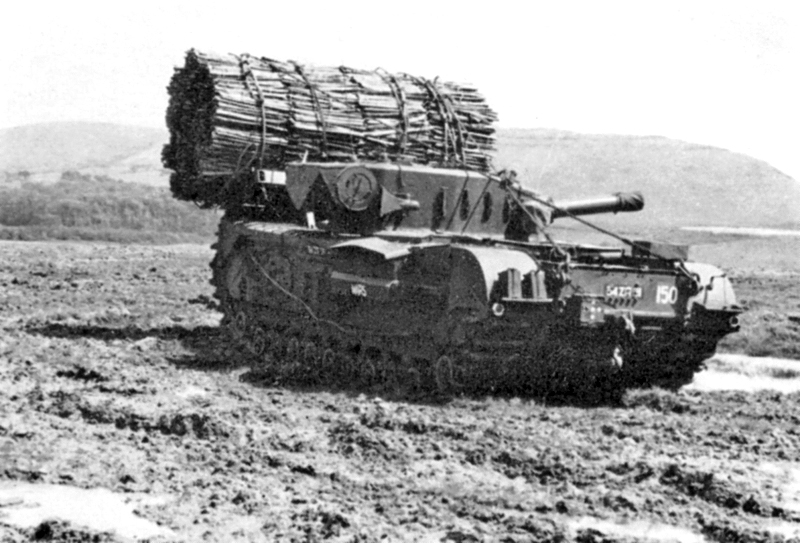
Un Churchill AVRE con una fajina en su soporte inclinable delantero. Este ejemplar, un AVRE de posguerra, está basado en el chasis de un MK VII (visto desde atrás).

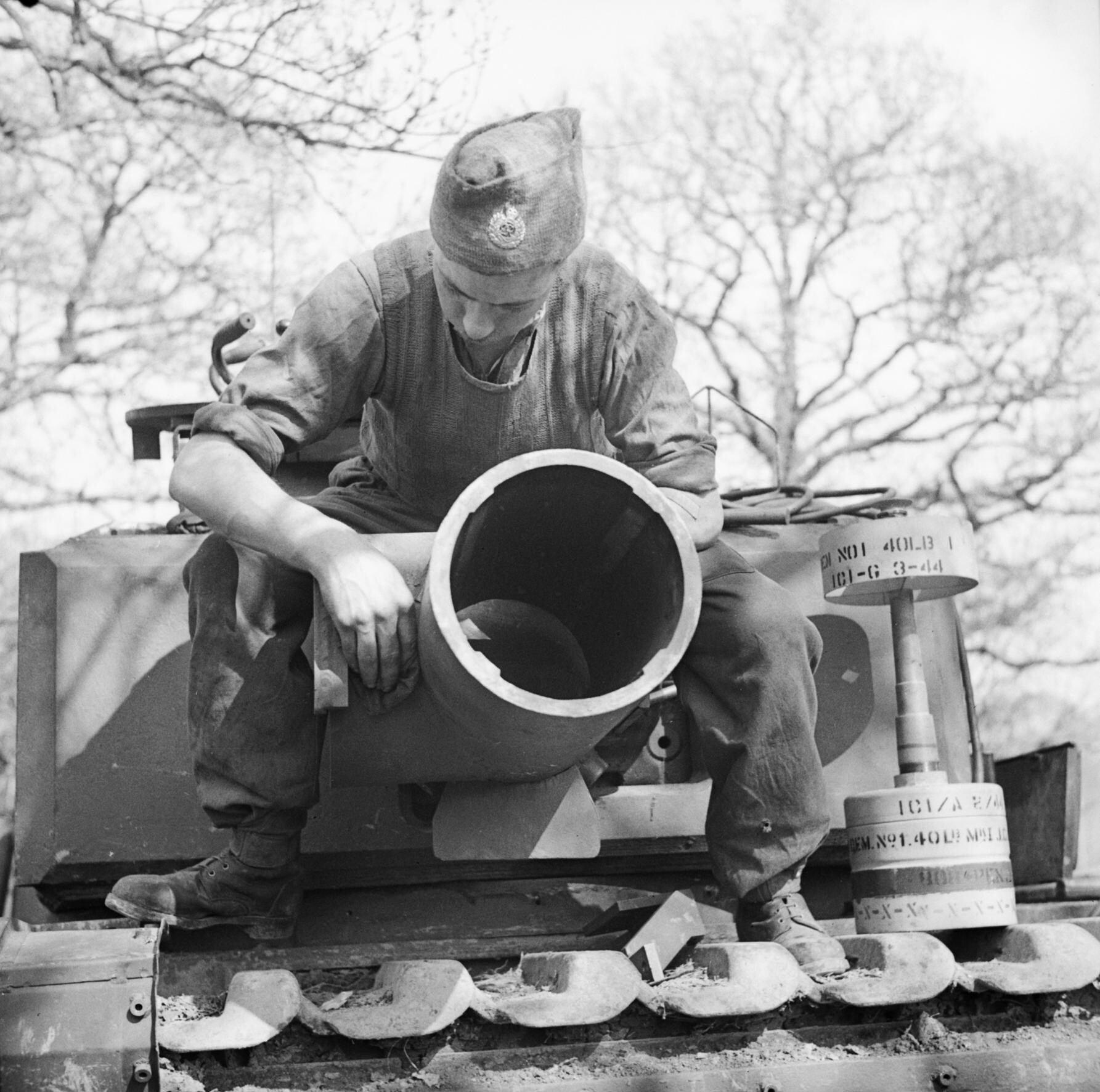
El mortero Petard de 290 mm de un AVRE, junto a su munición.

Churchill AVRE (Armoured Vehicle Royal Engineers)

Un Churchill III o IV armado con el mortero de espiga Petard de 230mm (no confundir con los 29mm de la espiga), que disparaba el proyectil de 18 kg (40 libras) "Flying dustbin" (bote de basura volador, en inglés) con una ojiva de 12,7 kg (28 libras) de explosivo; era un arma diseñada por el MD1 para la rápida demolición de fortificaciones. El AVRE (acrónimo en inglés de Vehículo Blindado de los Ingenieros Reales) fue desarrollado tras la derrota canadiense en Dieppe, pudiendo ser equipado con muchos otros accesorios tales como mayales barreminas, soportes de fajinas, posicionadores de explosivos y otros. Los Churchill AVRE de posguerra fueron rearmados por un cañón de retrocarga de baja velocidad L9 de 165 mm, que era menos peligroso para el cargador (el ametralladorista frontal) a la hora de recargarlo, ya que anteriormente debía asomar su cabeza y torso por la escotilla del AVRE para recargar el mortero de espiga. La tripulación incluía un suboficial de Zapadores que salía del tanque para instalar las cargas de demolición (cargas "Wade").
Churchill ARV (Armoured Recovery Vehicle)

Mk I - Un Churchill Mk I sin torreta y con un aguilón. Mk II -Un Churchill con una torreta fija y un cañón falso-. Estaba equipado para recuperar tanques averiados en los campos de batalla. Llevaba un aguilón frontal con una capacidad de 7,5 toneladas, un aguilón posterior con una capacidad de 15 toneladas y un cabestrante que podía arrastrar 25 toneladas. La tripulación era de tres hombres y tenía suficiente espacio para transportar a la tripulación del tanque averiado que remolcaba. Su armamento era solamente una ametralladora Besa.

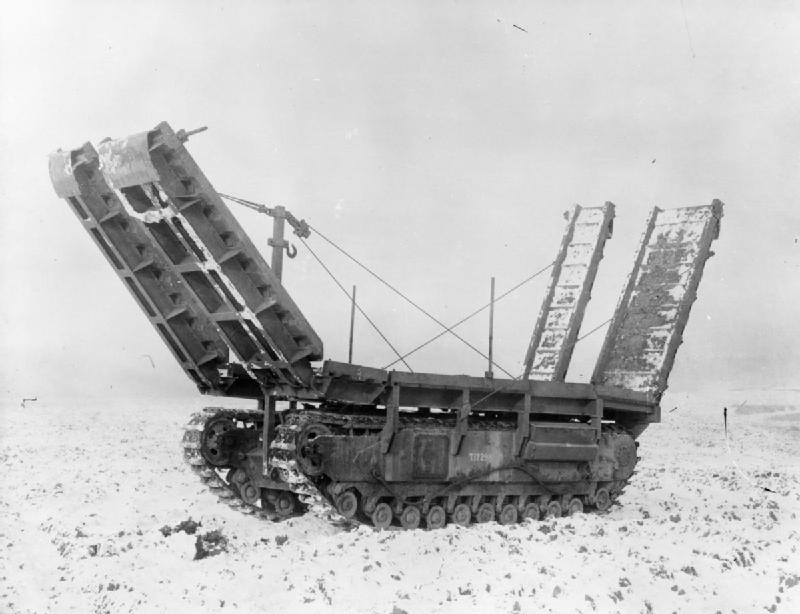
Un Churchill Ark Mk II.

Churchill ARK (Armoured Ramp Karrier)

Un Churchill sin torreta, con rampas a ambos extremos de la carrocería y pasarelas a lo largo de esta para formar un puente móvil. El Mark I era una versión improvisada en la cual los vehículos cruzaban directamente sobre las orugas del Churchill. El Mark II tenía pasarelas encima de las orugas para permitir el paso de los vehículos sin que estas se dañen.
Churchill Crocodile (no más de 800)

El Crocodile era un Churchill VII que fue transformado en tanque lanzallamas al reemplazar la ametralladora de la carrocería con un lanzallamas. La mezcla incendiaria de este iba en una cisterna blindada sobre ruedas que era remolcada por el tanque. Podía disparar varias llamaradas de 1 segundo a más de 137,16 m (150 yardas). El Crocodile fue uno de los "Hobart's Funnies" -otro vehículo empleado por la 79.ª División Blindada-. Se puede ver un ejemplar funcional en la Cobbaton Combat Collection, en North Devon.

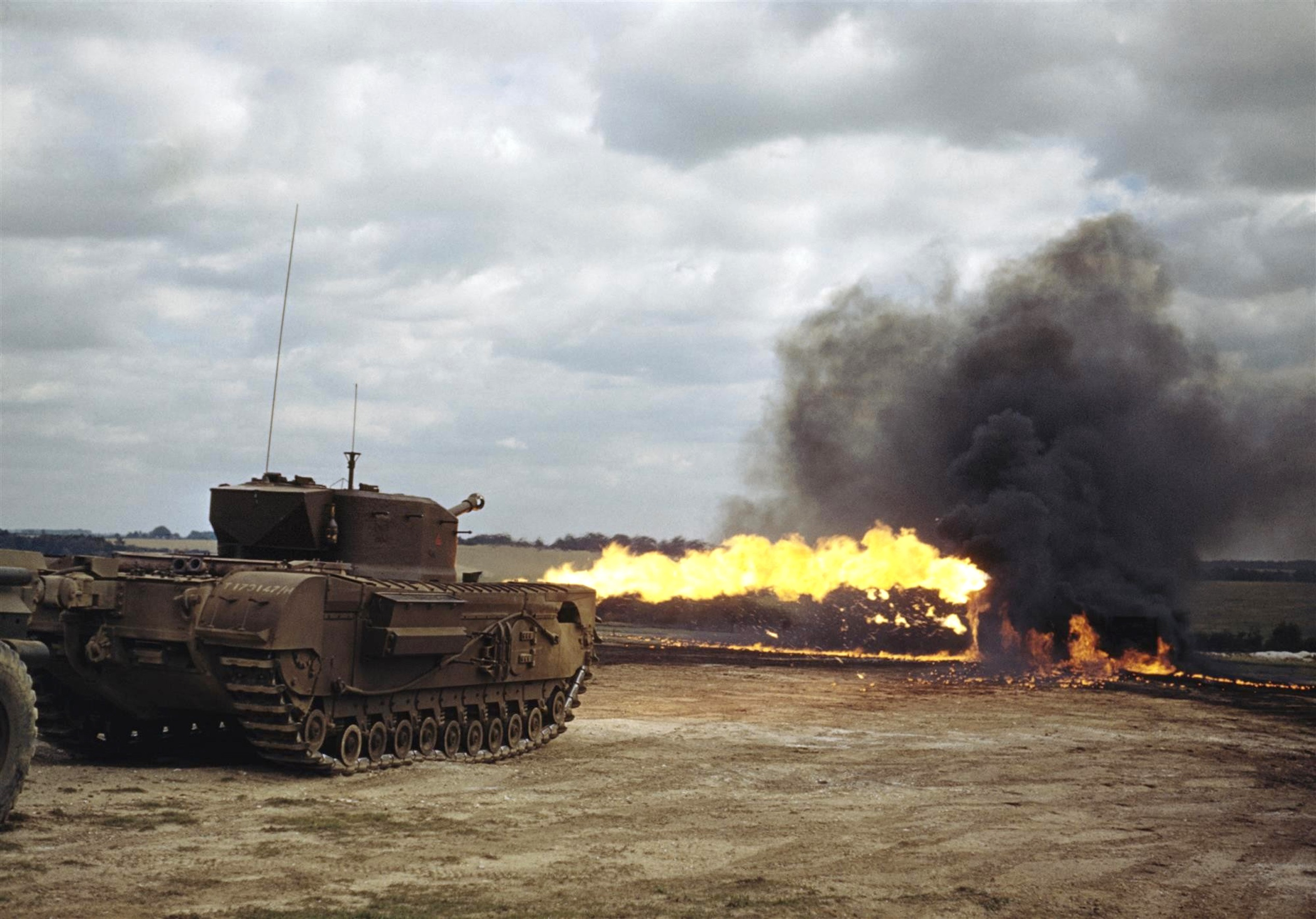
Un Churchill Crocodile disparando su lanzallamas.

Gun Carrier, 3in, Mk I, Churchill (A22D) (50)

Tenía una torreta fija, con el cañón montado en una tronera esférica. Se construyeron cincuenta en 1942, pero se sabe que ninguno fue empleado en combate -el cañón antitanque de 17 libras otorgaba a los británicos la potencia de fuego necesaria-.
Churchill Flail FV3902 o Toad

Un tanque con mayal barreminas de posguerra (década de 1950), construido a partir del casco de un Churchill.
Churchill Goat

Un posacargas como el aparato Double Onion.
Churchill Great Eastern
Llevaba una rampa más grande que la del ARK, para cruzar ríos y zanjas con una anchura de 18,28 m (60 pies). Se construyeron 10 y dos fueron suministrados en 1945, pero no fueron empleados en combate.
Churchill Kangaroo

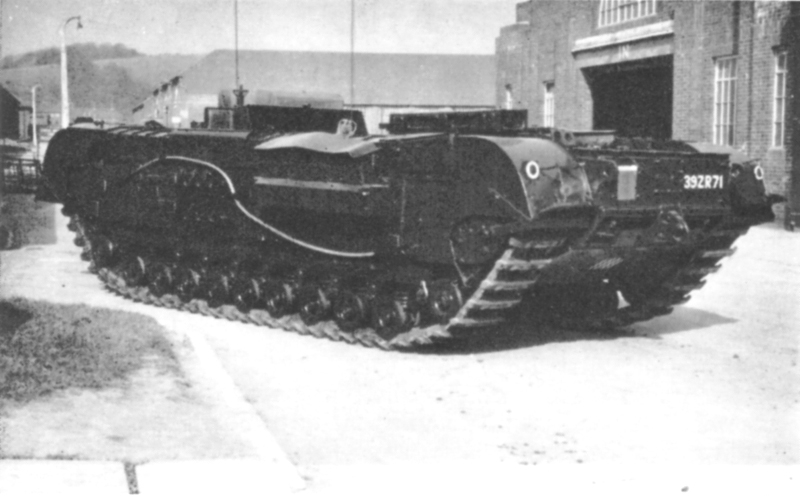
Un Churchill Kangaroo de posguerra, visto desde atrás.

Una carrocería de Churchill, transformada en portatropas.

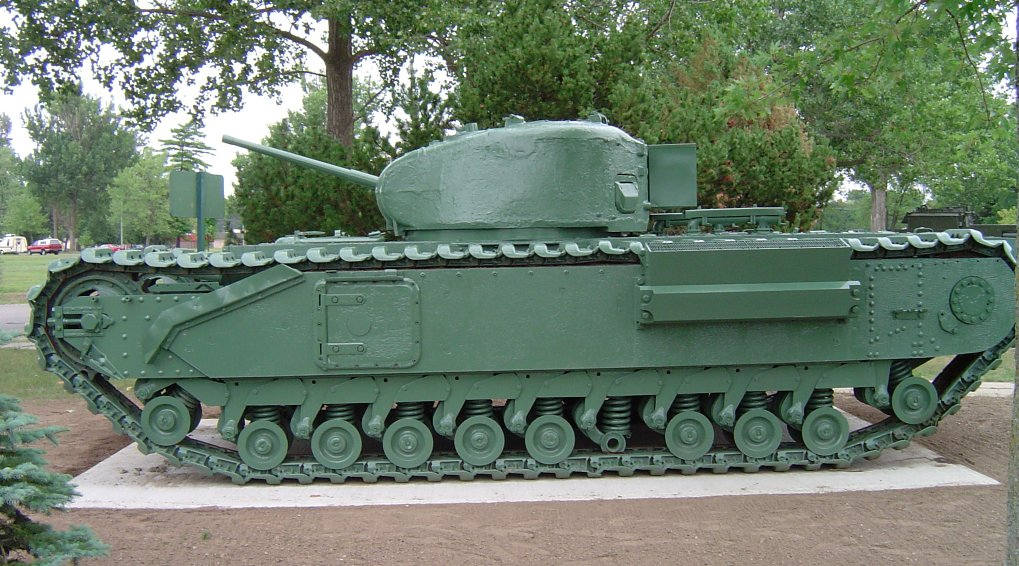
Un Churchill Mk I.
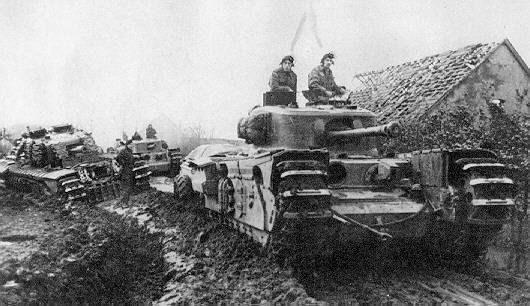
Un Churchill Crocodile.
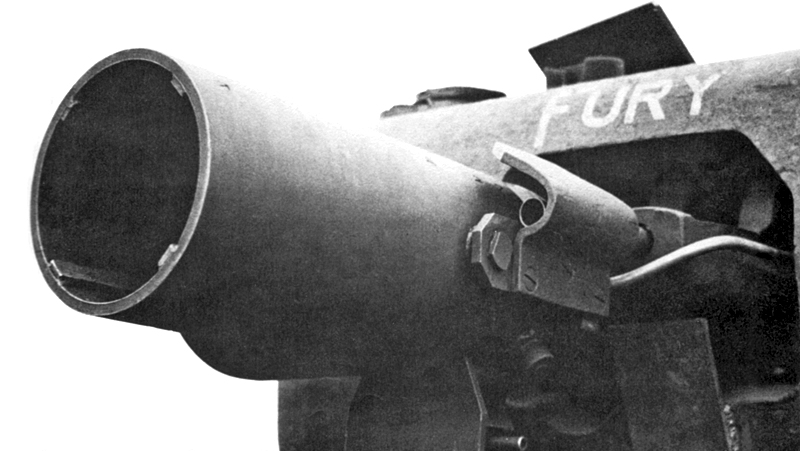
Primer plano del mortero de demolición Petard de un Churchill AVRE.

### Diseños basados en el chasis
En 1943 se intentó actualizar el armamento del Churchill al modificar tanques "Churchill Pesado" para emplear un cañón de 17 libras como el Sherman Firefly, dando origen a los 6 tanques Black Prince (A43) en mayo de 1945. El proyecto fue cancelado debido a la aparición del nuevo y menos sofisticado Centurion Mk 1, que tenía el mismo armamento y blindaje, además de haber entrado en producción.

## El Churchill en combate
El estreno del Churchill, en su primera versión Churchill Mark I y II, en combate fue un desastre. Todos los Churchill fueron destruidos o capturados en el fallido desembarco de Dieppe el 19 de agosto de 1942. Aunque se habían enviado algunos tanques para su evaluación al Norte de África llegaron en muy mal estado debido a las condiciones de almacenamiento en el barco y no pudieron utilizarse. 
Tampoco en la batalla de El Alamein librada en octubre de 1942, salieron bien parados ya que de todos los Churchill III que participaron en la batalla únicamente uno sobrevivió, siendo el resto destruidos o dejados fuera de combate, uno de estos tras recibir hasta 80 impactos de cañón. Además lo desmesurado de la longitud le daba una superficie de cadena enorme y eso demostró en el desierto que podía manejarse por terrenos muy difíciles. 
A partir de estas experiencias tan negativas se volvió a retomar el diseño del Churchill para solucionar sus fallos. Los Churchill IV fueron la versión mejorada en prestaciones y con el cañón QF de 6 libras. Enseguida entraron en combate en Túnez e Italia, algunos incluso llegaron a sobrevivir hasta las batallas por la línea Gótica en 1944. La excelente resistencia del blindaje del Churchill III quedó de manifiesto cuando durante dos combates en el Norte de África, seis Churchill III soportaron en conjunto 106 impactos de proyectiles antiblindaje y de alto poder explosivo, sólo uno fue destruido, otro quedó inmovilizado al perder una oruga y a un tercero se le atascó la torreta. En Túnez los ingleses llegaron a la conclusión de que la sombra producida por la "ventana" del mantelete facilitaba mucho la tarea de los alemanes a la hora de apuntar, aunque no lograron cambiar esa parte del diseño.
En Italia el Churchill tuvo éxito debido a características de su diseño. Su caja de cambios le permitía girar sobre sí mismo sin desplazarse, literalmente, y su desproporcionada longitud y bajísima torreta le proporcionaban un centro de gravedad notablemente bajo, lo que se traducía en que podían subir por pendientes que parecían imposibles y surgir por donde menos se lo esperaban los alemanes.
Hasta el desembarco de Normandía el 6 de junio de 1944, los Churchill no volvieron a ser utilizados masivamente por el Ejército Británico, aunque en esta ocasión su estreno en combate en Normandía fue en sus versiones especializadas de ingenieros: limpiando campos de minas, eliminando alambradas y obstáculos, tendiendo puentes sobre zanjas antitanque o pequeños obstáculos y tendiendo caminos sobre terreno blando y pantanoso. Antes de la invasión de Normandía y con las lecciones de Italia presentes se reequiparon 242 Churchill III y 820 Churchill IV con los mismos cañones de 75 mm que empleaban los Sherman para paliar la falta de potencia de fuego, de rebote esto facilitó la logística y eliminó la ventana del mantelete. Durante el resto de la campaña en el “bocage” y especialmente en la batalla de Caen, los Churchill sufrieron pérdidas muy elevadas ante las defensas alemanas. La parte positiva fue que gracias a los 152 mm de blindaje frontal del Churchill VII tenían más protección que otros tanques. Posteriormente se acometió una modificación amplia del Churchill para adaptarle el cañón QF de 17 libras, pero eso suponía que sólo podía moverse a la velocidad de 17,7 km/h. 
Reino Unido y Canadá no fueron los únicos países que utilizaron los tanques Churchill en combate. La Unión Soviética recibió un total 301 unidades que lucharon en el Frente Oriental de Ucrania. Australia compró un pequeño lote que empleó en la campaña de Nueva Guinea.

## Usuarios
El Churchill fue reemplazado por el Centurion, excepto en Irlanda, que lo retiró de servicio sin un sucesor.
- Reino Unido: Retirado.
- Australia: Retirado.
- Canadá: Retirado.
- Irlanda: Retirado en 1961.
- Unión Soviética: 301 tanques entregados por parte del Reino Unido a través del Convoy Ártico, 43 se hundieron en el camino.